# ディップ成形
ディップ成形（ディップせいけい）はプラスチックなどの加工法である。ディップモールディング（浸漬成形）とも呼称される。主には塩化ビニールが材料として用いられる。

## 概要
ディップ成形（DIP成形）とは、雄型の金型に離型剤を塗布し、予熱した金型をゾル中に浸漬した後、ゆっくり引き上げ直ちに加熱炉で加熱させ、冷却、離型する成形方法。
金型に直で接しているので内面寸法は精度が高く、また成形品の肉厚は予熱温度とゾルの粘度により調節が可能。ただし外側の寸法精度はラフになる。金型が雄型だけで済むことが大きな特徴であり、ネックとなる金型費用を抑制でき初期投資コストを抑えることが可能である。
その製法により、逆テーパー、複雑な形状、無理抜き品など、他の成形方法では難しい形状にも対応が可能。

### 主な用途
複雑な形状や肉薄でも対応しやすいために、手術用手袋、ガソリンスタンドの給油ノズルカバーを始め、OA機器、自動車、家電製品などの部材や工程材として幅広く利用されている。

### 色調
塩ビ樹脂の特徴を生かせるため、光沢があり製品外観に優れることと、カラーバリエーションも豊富に対応可能である。

## 工程

### 一般的な成形法
1. 前処理
2. 金型余熱
3. 浸漬
4. 焼き付け（ゲル化）
5. 取出